# WTA Finals 2020
El Shiseido WTA Finals 2020, també anomenada Copa Masters femenina 2020, és l'esdeveniment que havia reunir les vuit millors tennistes individuals i les vuit millors parelles femenines de la temporada 2020. Es tractava de la 50a edició en individual i la 45a en dobles. S'havia de disputar sobre pista dura entre l'1 i el 8 de novembre de 2020 al Shenzhen Bay Sports Center de Shenzhen (Xina). Les autoritats xineses van cancel·lar totes les competicions esportives celebrades a la Xina a partir de l'agost fins a final d'any a causa de la pandèmia per coronavirus.

## Format
Les vuit tennistes classificades disputen una fase inicial en el format Round Robin en dos grups de quatre, anomenats grup blanc i grup vermell. Durant els primers quatre dies es disputen els partits d'aquests grups, de manera que cada tennista disputa tres partits contra la resta d'integrants del seu grup. Les dues millors tennistes de cada grup avancen a semifinals. Les vencedores de semifinals disputen la final. El sistema de classificació del sistema Round Robin es determina mitjançant els següents criteris:
1. Nombre de victòries
2. Nombre de partits disputats
3. En empats de dues jugadores, el resultat directe
4. En empats de tres jugadores, percentatge de sets i després jocs
5. Decisió del comitè organitzatiu

En categoria de dobles es disputa un quadre tradicional de tres rondes amb les vuit millors parelles.

## Individual

### Classificació
| Rq | Tennista          | Grand Slam | Grand Slam | Grand Slam | Grand Slam | Premier Mandatory | Premier Mandatory | Premier Mandatory | Premier Mandatory | Millors Premier 5 | Millors Premier 5 | Altres millors resultats | Altres millors resultats | Altres millors resultats | Altres millors resultats | Altres millors resultats | Altres millors resultats | Punts | Torn. |
| -- | ----------------- | ---------- | ---------- | ---------- | ---------- | ----------------- | ----------------- | ----------------- | ----------------- | ----------------- | ----------------- | ------------------------ | ------------------------ | ------------------------ | ------------------------ | ------------------------ | ------------------------ | ----- | ----- |
| Rq | Tennista          | AUS        | WIM        | USO        | RG         | INW               | MIA               | MAD               | PEQ               | 1                 | 2                 | 1                        | 2                        | 3                        | 4                        | 5                        | 6                        | Punts | Torn. |
|    | Sofia Kenin       | G 2000     | −          | R16 240    | F 1300     | −                 | −                 | −                 | −                 |                   |                   | G 280                    |                          |                          |                          |                          |                          | 3.934 | 10    |
|    | Naomi Osaka       | R32 130    | −          | G 2000     | A 0        | −                 | −                 | −                 | −                 | F 585             |                   | SF 185                   |                          |                          |                          |                          |                          | 2.900 | 4     |
|    | Simona Halep      | SF 780     | −          | A 0        | R16 240    | −                 | −                 | −                 | −                 | G 900             |                   | G 470                    | G 280                    | QF 100                   |                          |                          |                          | 2.770 | 6     |
|    | Viktória Azàrenka | A 0        | −          | F 1300     | R64 70     | −                 | −                 | −                 | −                 | G 900             | QF 190            | F 305                    |                          |                          |                          |                          |                          | 2.767 | 7     |
|    | Iga Świątek       | R16 240    | −          | R32 130    | G 2000     | −                 | −                 | −                 | −                 |                   |                   |                          |                          |                          |                          |                          |                          | 2.432 | 6     |
|    | Arina Sabalenka   | R128 10    | −          | R64 70     | R32 130    | −                 | −                 | −                 | −                 | G 900             | R16 105           | G 470                    | G 280                    | SF 185                   | SF 110                   | QF 100                   |                          | 2.420 | 12    |
|    | Petra Kvitová     | QF 430     | −          | R16 240    | SF 780     | −                 | −                 | −                 | −                 | F 585             |                   | SF 185                   | QF 100                   |                          |                          |                          |                          | 2.321 | 7     |
|    | Garbiñe Muguruza  | F 1300     | −          | R64 70     | R32 130    | −                 | −                 | −                 | −                 | SF 350            | QF 190            | SF 110                   | QF 100                   |                          |                          |                          |                          | 2.310 | 8     |
|    | Elise Mertens     | R16 240    | −          | QF 430     | R32 130    | −                 | −                 | −                 | −                 | SF 350            | QF 190            | F 180                    | F 180                    | QF 100                   |                          |                          |                          | 2.036 | 13    |
|    | Ielena Ribàkina   | R32 130    | −          | R64 70     | R64 70     | −                 | −                 | −                 | −                 | R16 105           | R16 105           | F 305                    | F 305                    | G 280                    | F 180                    | F 180                    |                          | 1.732 | 12    |

## Dobles

### Classificació
| Rq | Tennistes                             | Millors resultats | Millors resultats | Millors resultats | Millors resultats | Millors resultats | Millors resultats | Millors resultats | Millors resultats | Millors resultats | Millors resultats | Millors resultats | Punts | Torn. |
| Rq | Tennistes                             | 1                 | 2                 | 3                 | 4                 | 5                 | 6                 | 7                 | 8                 | 9                 | 10                | 11                | Punts | Torn. |
| -- | ------------------------------------- | ----------------- | ----------------- | ----------------- | ----------------- | ----------------- | ----------------- | ----------------- | ----------------- | ----------------- | ----------------- | ----------------- | ----- | ----- |
|    | Tímea Babos Kristina Mladenovic       | G 2000            | G 2000            | SF 350            | R16 120           |                   |                   |                   |                   |                   |                   |                   | 4.470 | 4     |
|    | Hsieh Su-wei Barbora Strýcová         | F 1300            | G 900             | G 900             | G 470             | G 470             | R16 240           |                   |                   |                   |                   |                   | 4.280 | 6     |
|    | Barbora Krejčíková Kateřina Siniaková | SF 780            | SF 780            | SF 350            | G 280             | SF 185            | SF 110            |                   |                   |                   |                   |                   | 2.485 | 6     |
|    | Nicole Melichar Xu Yifan              | F 650             | F 585             | G 470             | QF 190            | QF 100            | QF 100            |                   |                   |                   |                   |                   | 2.105 | 7     |
|    | Hayley Carter Luisa Stefani           | SF 350            | G 280             | R16 240           | R16 240           | QF 215            | F 180             | G 160             | R16 105           | QF 100            |                   |                   | 1.951 | 11    |
|    | Shuko Aoyama Ena Shibahara            | G 470             | QF 430            | SF 350            | R16 240           | R16 120           | SF 110            | R16 105           | QF 100            |                   |                   |                   | 1.928 | 11    |
|    | Alexa Guarachi Desirae Krawczyk       | F 1300            | G 280             | SF 110            | R16 105           |                   |                   |                   |                   |                   |                   |                   | 1.807 | 7     |
|    | Květa Peschke Demi Schuurs            | G 900             | R16 240           | QF 215            | R32 130           | QF 100            |                   |                   |                   |                   |                   |                   | 1.641 | 7     |
|    | Elise Mertens Arina Sabalenka         | G 470             | QF 430            | QF 215            | QF 190            | R32 130           | QF 105            |                   |                   |                   |                   |                   | 1.600 | 7     |
|    | Gabriela Dabrowski Jeļena Ostapenko   | F 585             | QF 430            | R16 240           | SF 110            |                   |                   |                   |                   |                   |                   |                   | 1.365 | 4     |